# نيومي أندرسون
نيومي باومان تالبرت أندرسون (بالإنجليزية: Naomi Anderson)‏ (1 مارس 1843)، أمريكية من أصول أفريقية، كانت مطالبة بحق المرأة في الاقتراع، وقائدة في حركة الاعتدال، وناشطة في مجال الحقوق المدنية، وكاتبة، دافعت عن المساواة في الحقوق بين جميع الأنواع الاجتماعية والأعراق في سبعينات القرن التاسع عشر. كتبت الشعر وألقت الخطابات التي سلطت الضوء على تجربة النساء الأمريكيات من أصل أفريقي اللاتي ما زلن مستعبدات بسبب عدم قدرتهن على التصويت، وتلقت إشادة كبيرة من المطالبات الأخريات بحق المرأة في الاقتراع لمساهماتها في الحركة.

## النشأة والتعليم
كان والدا أندرسون إيلايجا وغيلي آن باومان، من السود المعتقين في ميشيغان سيتي بولاية إنديانا. كانت عائلة باومان واحدة من عائلتين من السود في ميشيغان سيتي، حيث مُنعت أندرسون من ارتياد مدارس إنديانا العامة المنفصلة. وظفت والدتها معلمة خاصة لها، إذ طورت مهاراتها في الكتابة. قُبلت في مدرسة للبيض فقط في سن الثانية عشرة، عندما لاحظ مجتمع ميشيغان سيتي من البيض موهبتها في الشعر. توفيت والدتها عام 1860، ولم يركز والد أندرسون بنفس المقدار على تعليمها، مما منعها من الالتحاق بالجامعة.

## الحياة الزوجية والعائلة
تزوجت نيومي في سن العشرين من وليام تالبرت، وهو حلاق من فالبارايسو في إنديانا. عادت إلى مدينة ميشيغان بعد أقل من شهرين من زواجها لدفن أختها الوحيدة، وهناك دفنت ابنها الأول أيضًا. توفي شقيقها قبل قضاء مدة خدمته في جيش الاتحاد في جاكسونفيل بولاية فلوريدا.
انتقلت مع زوجها وابنها ووالدها في عام 1868 إلى شيكاغو، حيث بدأت نشاطها. انتقلت مع عائلتها إلى دايتون في ولاية أوهايو، بعد وقت قصير من جولة محاضرات، ثم عاشت في سينسيناتي بولاية أوهايو، وتعلمت تصفيف الشعر بعد تدهور صحة زوجها، وانتقلت مع عائلتها إلى بورتسموث في أوهايو، وعملت هناك لدعم أسرتها وأدارت دارًا للأطفال. أدارت الدار لأربعة أشهر، لكنها تركت العمل بسبب الأجور المنخفضة والمسؤوليات العائلية. اجتازت مجلس الممتحنين، ووُظّفت معلمة وقت وفاة زوجها عام 1877.
انتقلت مرة أخرى في عام 1879 إلى كولومبوس في أوهايو، وأقامت أعمالها في تصفيف الشعر. تزوجت من زوجها الثاني لويس أندرسون في عام 1881، واعتزلوا في مزرعة بالقرب من كولومبوس. انتقلت إلى ويتشيتا كانساس في عام 1884، حيث كان زوجها مصرفيًا ناجحًا.

## حق المرأة في الاقتراع والمناصرة
تطوعت نيومي مع منظمة الفرسان الكبار الدولية في شيكاغو، وبعدها في اتحاد الاعتدال النسائي المسيحي لتعزيز الاعتدال، وسرعان ما شرعت في التحدث عن حق المرأة في الاقتراع، بداية من أول اتفاقية لحقوق المرأة عام 1869. قامت بجولة محاضرات في عام 1869، عبر جنوب إلينوي وإنديانا وأوهايو. كتبت مقالات عن النساء والمسيحية والاعتدال من عام 1869 حتى سبعينيات القرن التاسع عشر، في صحف مثل شيكاغو تريبيون ودايتون جورنال. كتبت قصيدة بمناسبة الذكرى المئوية للولايات المتحدة عام 1876. عكس هذا العمل عقيدتها المسيحية، وامتنانها للقادة الذين قادوا إلغاء العبودية، والأمل بأن يخدم الأميركيون الأفارقة أمتهم، وأن يغتنموا الفرص التعليمية، وأن «يرفعوا مواهبنا الكامنة/ على مستوى البشرية».
عُرفت عندما انتقلت إلى ويتشيتا مع زوجها الثاني بصفتها «محاضرة وشاعرة ومناصرة لحقوق المرأة». وجدت أن النساء البيض اللاتي أدرن دارًا لرعاية الأطفال لم يعترفن بالأطفال الملونين، لذا جمعت أندرسون النساء الملونات ونظمت «دارًا لهن».
عملت جنبًا إلى جنب مع المطالبين البيض بحق المرأة في الاقتراع في حملة من أجل واحدة من استفتاءات البلاد لحق المرأة في الاقتراع في الولاية، وذلك عندما عاشت في سان فرانسيسكو في تسعينيات القرن التاسع عشر. أثنت الناشطة سوزان بي أنتوني وإليزابيث كادي ستانتون على مساهماتها في الحركة. توجه خطاب أندرسون إلى الرجال المستعبدين سابقًا وطلب منهم الاعتراف بأن النساء الأمريكيات من أصل أفريقي سيبقين مستعبدات حتى يحصلن على حق التصويت.